# The Twelve Kingdoms

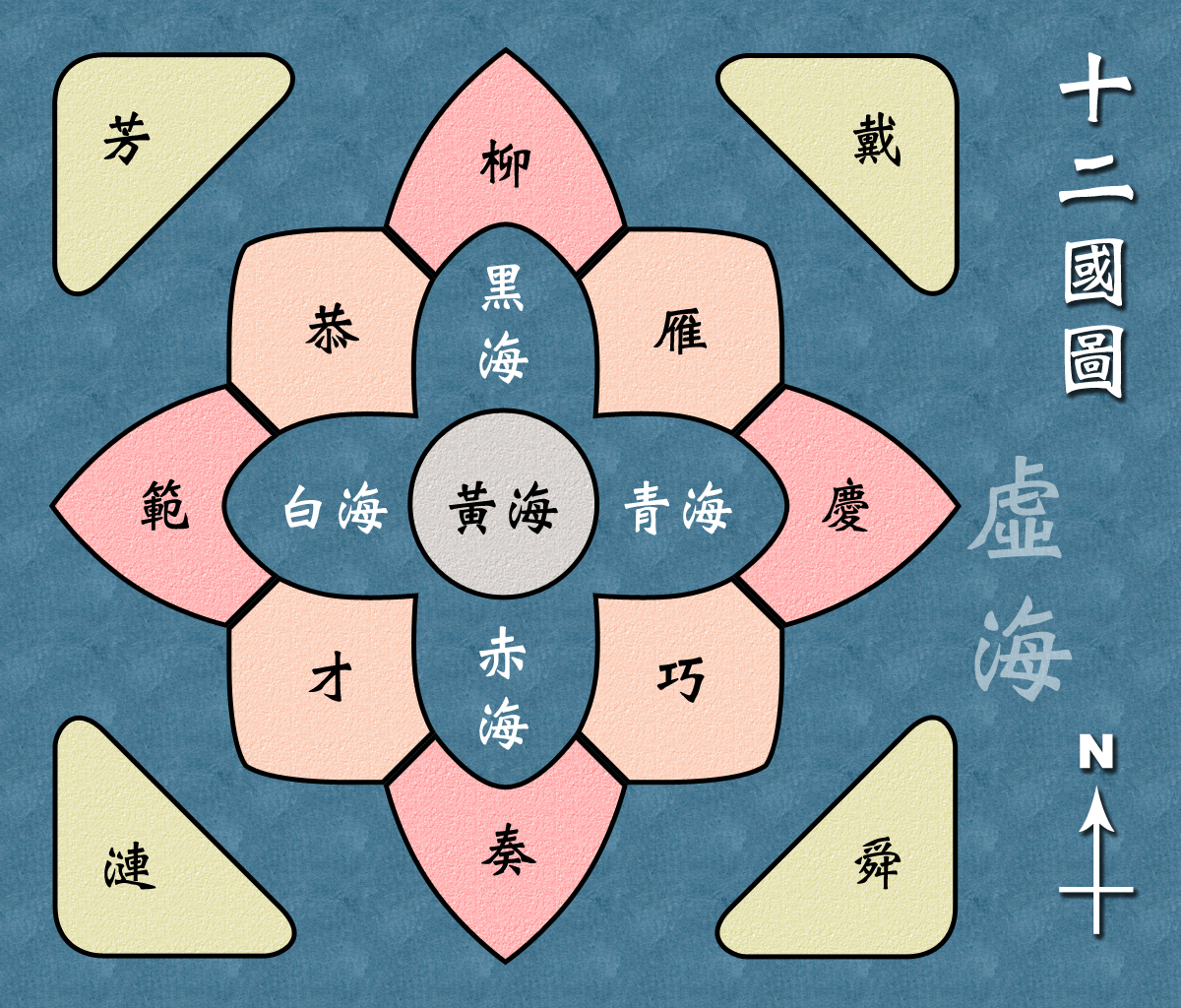
Kaart van de reeks The Twelve Kingdoms

The Twelve Kingdoms (十二国記, Juni Kokuki), ook bekend als Verslag van 12 landen of Juuni Kokki, is een reeks van light novels (Japanse geïllustreerde romans), geschreven door Fuyumi Ono. 
Het eerste deel in de reeks ("De schaduw van de maan, de zee van schaduw") werd gepubliceerd in Japan in 1991; het laatste deel werd uitgebracht in 2001. De reeks werd gepubliceerd door Kodansha en bevat illustraties van Akihiro Yamada.
De door Chinese mythologie beïnvloede boeken werden in 2002 omgezet in een anime. Deze werd van 9 april 2002 tot er met 30 augustus 2003 uitgezonden op de Japanse televisie. In totaal zijn er 45 afleveringen gemaakt.